# Ибервег, Фридрих
Фридрих Ибервег (нем. Friedrich Überweg; 22 января 1826 — 9 июня 1871) — немецкий философ и историк философии, ученик Бенеке.

## Биография
Фридрих Ибервег родился 22 января 1826 года в городе Лайхлингене.
С 1852 читал в Бонне, с 1868 в Кёнигсберге. В своей «System der Logik und Geschichte der logischen Lehren» (Бонн, 1857; 5 издание 1882) он старается занять середину между субъективно-формальной логикой (Кант, Гербарт), которая полагает формы мышления вне отношения к формам бытия, и между метафизической логикой (Гегель), которая отождествляет оба рода форм.
Следуя за Аристотелем, Ибервег желает придерживаться того же направления, что и Шлейермахер, Риттер, Тренделенбург, Бенеке. Свою систему Ибервег склонен называть идеал-реализмом (Ideal-Realismus). В психологии Ибервег сочувствовал полному натурализму. Впоследствии, отчасти под влиянием близких сношений с Чольбе, усвоил и материалистическое мировоззрение, которое изложил в письмах.
Особым распространялись его «Grundriss der Geschichte der Philosophie» (Берлин, 1863—1866; 7 изд. Гейнце, 1886—1888), отличающееся богатством библиографических указаний. На русский язык из этого труда Ибервега переведены: Н. Ф. Фокковым: «История философии» (т. I, ч. I, СПб., 1876), а Я. Н. Колубовским «История новой философии» (СПб. 1890 — с издания Гейнце, с дополнениями Г. Забы, М. Массониуса и Я. Колубовского о философии у чехов, поляков и русских).
Другие труды Ибервега: «Ueber die Echtheit und Zeitfolge der Platonischen Schriften» (1861, здесь Ибервег, в том числе оспаривает подлинность диалога «Парменид»), «Schiller als Historiker und Philosoph» (1884).
Фридрих Ибервег умер 9 июня 1871 года в городе Кёнигсберге.

## Переводы на русский
- Ф. Ибервег, М. Г. Гейнце. История новой философии в сжатом очерке. — СПб.: Л. Ф. Пантелеев, 1890, 1899 (2 изд.).